# Juillet 1837

## Événements
- 1er juillet, France :
  - La Mode publie un passage du poème de Gobineau Dilfîza, fragment révélateur où on voit qu'il ne distingue pas le rêve de la réalité;
  - c'est aussi le 1er juillet que L'Écho de la jeune France publie un article de critique artistique de Gobineau sur « La Françoise de Rimini de Mlle de Feauveau ». Mlle de Feauveau (1803-1860), sculpteur, est une royaliste fervente. Elle a participé à l'équipée de la duchesse de Berry en 1832 et vit en exil à Florence.

- 3 juillet, France :
  - Victor Hugo est fait officier de la Légion d'honneur (et Alexandre Dumas, chevalier).
  - Premier transfert de Paris à Gaillon de forçats par voiture cellulaire. Initiative de Rémusat qui après le coup d'État sera bénéficiaire de sa propre invention : "Je ne me doutais pas en la préparant que je me servirais un jour de ce mode de locomotion.".

- 4 juillet, France : loi sur les poids et mesures, qui consacre le système métrique comme obligatoire.

- 8 juillet, France : parution chez Dupont. Les Mémoires du Diable de Frédéric Soulié.

- 9 juillet : Louis-Napoléon Bonaparte revient en Europe et débarque à Liverpool, puis se rend à Londres où il arrive le lendemain.

- 18 juillet :
  - Lancement à Bristol du vapeur Great Western, premier Ruban bleu en 1838.
  - France : loi sur l'administration communale et les attributions des conseils municipaux.

- 19 juillet, France : création de la Compagnie du chemin de fer de Mulhouse à Thann.

## Naissances
- 4 juillet: Carolus-Duran, peintre français († 17 février 1917).
- 11 juillet: Paul Lacombe, compositeur français né à Carcassonne († 4 juin 1927).